# Aus der Schwärze des Schweigens
Aus der Schwärze des Schweigens ist eine Kantate für Soli, gemischten Chor, Kammerorchester und Orgel von Frank Schwemmer. Sie entstand 2015 als Auftragswerk der Berliner Bach-Gesellschaft und wurde für Cornelius Häußermann und die Paulusgemeinde Zehlendorf komponiert.

## Inhalt
Die Kantate Aus der Schwärze des Schweigens beschäftigt sich inhaltlich mit dem kollektiven und individuellen Erleben des Ende des Zweiten Weltkrieges an verschiedensten Orten und durch verschiedene Personen. Im Folgenden der Programmhefttext von Frank Schwemmer:

„Irgendwann werden aus der Schwärze des Schweigens wieder Klänge an mein Ohr dringen“

„Worüber man nicht reden kann, darüber muss man schweigen“

„Der Krieg scheint zwar eine gemeinschaftliche, kollektive und oft grenzüberschreitende Katastrophe, er wird aber, ebenso wie seine Auswirkungen, individuell und äußerst unterschiedlich erlebt. Dies gilt auch für das Erleben des Kriegsendes 1945. Nicht einmal der Zeitpunkt des Kriegsendes ist genau festzulegen. Schon vor der offiziellen Kapitulationserklärung war für viele Menschen der Krieg beendet. Und selbst nach der Kapitulationserklärung gab es vereinzelt weitere Kampfhandlungen, ja etliche versteckte Flüchtlinge erfuhren erst mit teilweise erheblicher Verzögerung vom Ende des Krieges.
Was bedeutet das Ende des Krieges für das Individuum? Für die meisten Überlebenden überwiegt die Erleichterung, endlich von direkter Todesgefahr befreit, ein neues Leben beginnen zu können. Aber darf man, kann man diese Hoffnung auch als Deutscher haben und gar formulieren? Welche Gefühle bleiben? Hat die jahrelange Angst und Wut aufgelöst? Und was ist mit der Schuld? Traumatisiert versuchen die Menschen ‚vorwärts zu schauen‘. Wo Verschweigen nicht möglich ist, beginnt die Suche nach einer neuen, nicht von der bekannten Propaganda verzerrten Sprache.
In der ‚Kantate 70 Jahre Kriegsende‘ erleben wir die Verwirrung der Sprache und der ‚Information‘ durch die Individualität von Botschaft und Empfänger. So werden die verwendeten Texte im Raum verteilt verlesen, wodurch sie den Hörer nur fragmentiert oder überlagert erreichen können. ‚Flüsterpropaganda‘ mit ausschließlich assoziativem Inhalt. Orientierungslosigkeit, ratlose Verwirrung in der Stunde Null. Schatten missbrauchter Lieder wehen durch den Raum. Ohne verzerrende Wortinhalte wirkt die naive ‚Schönheit‘ ihrer Melodien berührend.
Für Unfassbares finden sich keine Worte, keine Klänge. Was bleibt, ist völlige Erschöpfung und die grenzenlose Sehnsucht nach Ruhe und Schlaf. Agonie. Stille. Tastend finden sich erste Worte, erste Klänge. Sehnsucht nach Heimat, ängstliches Warten auf Nachricht von zu Hause, erste Hoffnungen und optimistische Ausblicke in eine noch ungewisse Zukunft finden sich in den verwendeten Zeilen der Gefangenenpost meines Vaters. Es fügt sich Gesang zu Chorgesang, es finden sich Instrumentalsoli zu Orchesterklang zusammen. Ein ‚neues Lied‘ erklingt in zögernder Dankbarkeit, überlebt zu haben. Aufbau, Aufbruch, nicht zurückschauen. Man muss eben mit dem Leben ‚fertig werden‘. Welche Angst? Welches Trauma? Alles halb so schlimm. Lasst uns gemeinsam singen. ‚Üb immer Treu und Redlichkeit‘ vielleicht.“

## Gestaltung

### Musik
Die Kantate ist mit einem Solo-Quartett, 4-stimmigem gemischten Chor, Orgel, Spieluhren und Orchester besetzt.
- zwei Oboen
- zwei Fagotte (1. auch Kontrafagott)
- zwei Trompeten in B
- Orgel
- drei Pauken / Schlagzeug (ein großes Becken, Röhrenglocke in a, drei Woodblocks)
- Streicher

### Text
Der Text besteht aus Auszüge aus Briefen von Helmut Schwemmer, dem Vater des Komponisten, die dieser aus russischer Kriegsgefangenschaft sandte:

„Liebe Eltern,
Endlich besteht die Möglichkeit, Euch ein paar liebe Zeilen zu schreiben. Ich bin unverwundet und gesund in russischer Kriegsgefangenschaft.

Aus russischer Kriegsgefangenschaft sende ich Euch die herzlichsten Grüsse. Ich bin unverwundet, gesund …“

„Liebe Eltern, Leider habe ich von Euch noch keine Nachricht, so dass ich in Sorge bin, wie es Euch gehen mag. Zum dritten Male sende ich Euch Grüße aus russischer Kriegsgefangenschaft Ich hoffe, dass Vater endlich daheim ist. wenn nicht, liebe Mutti … hier hat sich der Winter schon eingestellt.“

„Meine lieben Eltern, mein liebes Muttel,

Mit einem kleinen Maiensträußchen, im Wonnemonat Mai, und damit fast zwei Jahre von der Heimat … tausend-Gedanken, tausend Gedanken … Wann hast Du letzte Nachricht von Vater, erhalten? Ist Erkundigung über Suchdienst (Berlin, im Dohl 2) erfolgt? Wie steht es mit den Sachen im Keller? Wie sind die allgemeinen Berufsaussichten?

… bin ich in grosser Sorge. Hoffentlich, hoffentlich gelangen sie in Eure Hände. Wie sind die allgemeinen Berufsaussichten? Lehrer … oder Kaufmann? Vielleicht. Annelies, Hermi, Tante Mieze, Frau Görner, Frau Gebauer, Grüß auch Mützchen. Was macht sie denn beim Tommy? Ein unbehaglicher Gedanke. Bei uns Jüngeren kann es wohl noch etwas dauern. Aber dann, armes Berlin. Ihr ahnt vielleicht noch gar nicht, wie unvernünftig(!)und verrückt ich sein kann. Ganze neu aufgebaute Strassenzüge sind in Gefahr, von mir eingerissen zu werden. Gesundheitlich geht es mir gut ‚mit Herz und Hand‘ Alles wichtig! Mein liebes Muttel, liebes Muttchen. Alles wichtig! Ist Onkel Gustel wieder im alten Posten? Onkel Ferdinand. Frau Dörner. Willi Träder. Annelies. Die liebe Frau. Die Bielefelder. Tante Hanni. Hermie. Mein liebes Muttel! Liebes Muttel!

Auch die ‚kleinen Mädchen‘, die ja wohl (laut Lied) alle schon verheiratet sind bis die Soldaten in die Heimat kommen. Das wäre scheusslich.

Üb immer Treu und Redlichkeit, bis an dein kühles Grab, und weiche keinen Finger breit, breit von Gottes Wegen ab.

und vieles dazu Hast Du Nachricht von Vater? Hoffentlich macht der Tommy keinen Strich durch die Rechnung. Bitte alle Besucher herzlich zu grüßen.

Dem Bösewicht wird alles schwer, er tue was er tu; der Teufel treibt ihn hin und her und läßt ihm keine Ruh.“

„Ich wei-ne je-de Nacht, Ich wei-ne je-de Nacht, ich träu-me von zu Haus … U Ich er-in-ne-re mich an die Wor-te aus ei-nem Lied: an die Wor-te aus ei-nem Lied: Kei-ne Nach-richt … Kei-ne Nach-richt … ‚Wo-zu bin ich in die-se Welt ge-kom-men?‘ Lie-be El-tern, Lei-der ha-be ich von Euch noch kei-ne Nach-richt, so dass ich in Sor-ge bin, Ich hof-fe, dass Va-ter end-lich da-heim ist. wenn nicht, lie-be Mut-ti … wenn nicht, lie-be Mut-ti … wenn nicht, lie-be Mut-ti … wenn nicht, lie-be Mut-ti … kei-ne Nach-richt, kei-ne Nach-richt. Nach-richt, kei-ne Nach-richt, Zum drit-ten Ma-le U oh-ne Schlaf. U U U Die Zeit heilt nicht oh-ne Schlaf. oh-ne Schlaf. So Le-ben mü-de … mü-de … mü-de … mü-de … mü-de … mü-de … mü-de … mü-de … drauf; und … und Som-mer … drauf; und … und Som-mer … Som-mer-blu-men … Som-mer-blu-men … auf, blühn … auf, blühn … voll von Duft blühn … tu; der Teu-fel treibt ihn hin und her und M“

## Werkgeschichte
Aus Anlass des Endes des Zweiten Weltkrieges, siebzig Jahre zuvor, wurde dieses Werk 2015 durch Cornelius Häußermann für die Berliner Bachgesellschaft in Auftrag gegeben. Die Uraufführung fand nach drei Monaten Kompositionszeit am 28. Juni 2015 statt. Es sangen Antje Rux (Sopran), Anna Schors (Alt), Christian Mücke (Tenor) und Marcel Raschke (Bass). Es spielte das Kammerorchester Berliner Cappella unter der Leitung von Cornelius Häußermann.